# Mordella weisei
Mordella weisei là một loài bọ cánh cứng trong họ Mordellidae. Loài này is voor het eerst wetenschappelijk beschreven bởi Schilsk.